# Ralf Meier

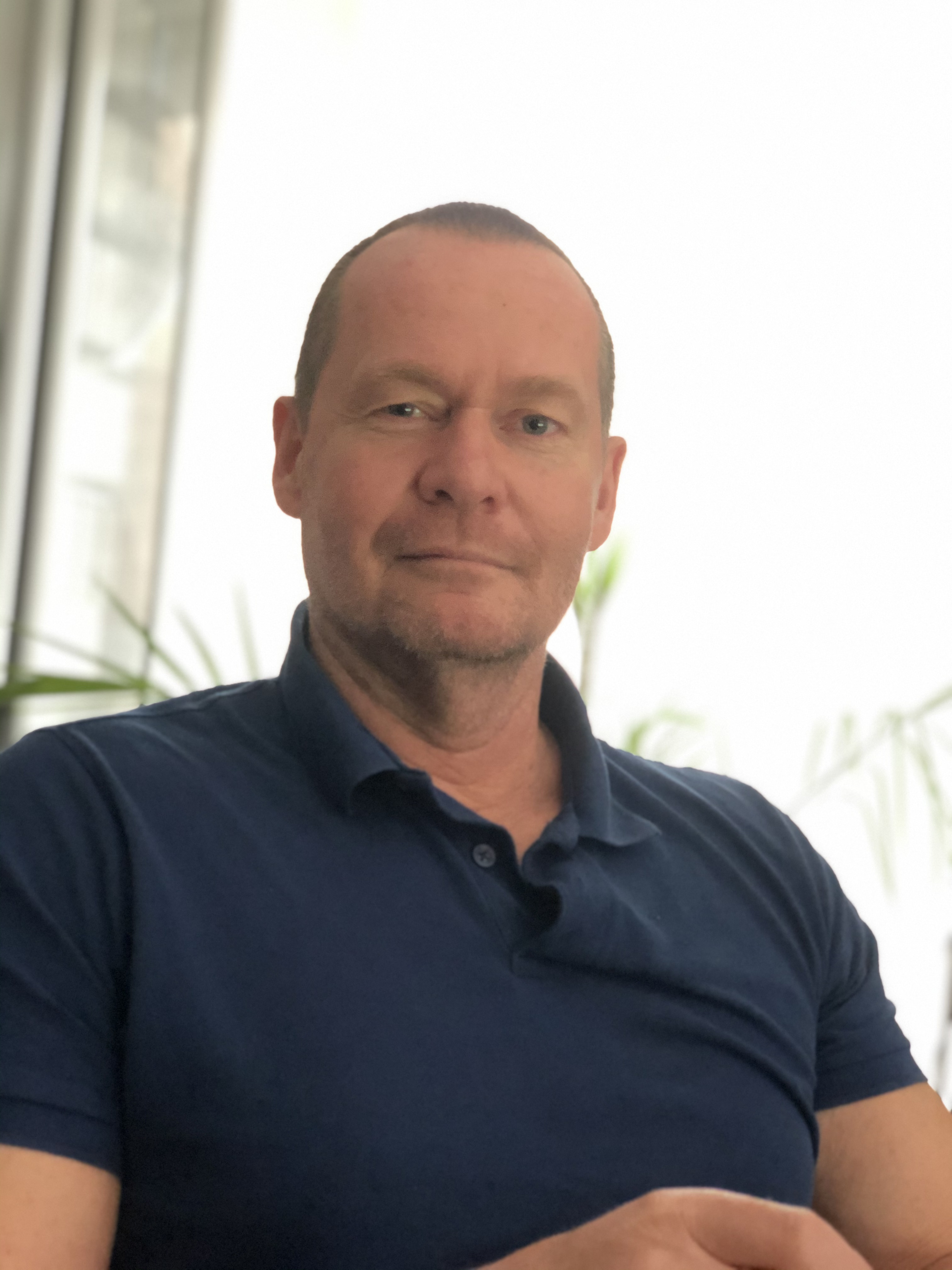
Ralf Meier 2020

Ralf Meier (* 13. Juni 1960 in Duisburg) ist ein deutscher Journalist und Autor.

## Leben
Nach Abitur und Bundeswehr konnte er aufgrund eines schweren Autounfalls seinen Studienplatz der Journalistik in Kalifornien nicht antreten und begann stattdessen seine journalistische Laufbahn 1982 als Quereinsteiger bei der Zeitschrift SPORT & FITNESS, einem frühen deutschen Fitnessmagazin. Innerhalb eines Jahres übernahm er die Leitung der Redaktion, die er bis zur Einstellung des Magazins im Jahr 2004 innehatte.
Mit Beginn der 1990er Jahre verstärkte er seine Tätigkeiten außerhalb des redaktionellen Alltags und studierte an der Heinrich-Heine-Universität Düsseldorf Sprach- und Kommunikationswissenschaften.
Er arbeitet als freier Journalist für verschiedene Zeitschriften und Tageszeitungen und als Autor und Co-Autor, u. a. für Bertelsmann, den Meyer & Meyer- sowie den Gondrom-Verlag.
In jüngster Zeit hat sich Ralf Meier, der heute in Gahlen lebt und arbeitet, verstärkt der Beratung von Unternehmen bei ihrer Öffentlichkeitsarbeit gewidmet, ist dem von ihm über zwei Jahrzehnte propagierten Fitnessgedanken aber immer treu geblieben. Zahlreiche Sportler wie Olympiasieger Rolf Milser und „Gladiator“ Ralf Moeller gehören seit vielen Jahren zu seinen Freunden.

## Bücher
- VOX Goodbye Deutschland – Die Auswanderer (Bertelsmann Lexikon Verlag GmbH, 2009)
- Die große Chronik Weltgeschichte (20 Bd. Co-Autor; Wissen Media Verlag GmbH, 2008)
- Das Jahrhundert in Wort, Bild, Film und Ton (Co-Autor; Bertelsmann Lexikothek Verlag GmbH, 2006)
- Cholesterin – Blutfettwerte natürlich regulieren (Gondrom, 2006)
- Verletzungen im Fußball erfolgreich behandeln (Co-Autor Dr. med.Schur; Meyer & Meyer, 2006, auch in engl.)
- ADACplus: Der offizielle Reiseführer FIFA WM 2006 (Co-Autor; Wissen Media Verlag, 2005)
- Der erste Marathon (Meyer & Meyer, 2005)
- Die Laufküche (Meyer & Meyer, 2005)
- Pilates (Hrsg.: Heide Ecker-Rosendahl, Meyer & Meyer, 2005) auch in engl. Sprache erschienen
- Krafttraining im Studio (Vorwort: Olympiasieger Rolf Milser, Meyer & Meyer, 2005)
- Krafttraining für Fußballer (Meyer & Meyer, 2005, auch in engl. und spanisch)
- Taping (Co-Autor Dr. med. Schur; Meyer & Meyer, 2005)
- Spektrum – Weltwunder der Gegenwart (Co-Autor; Wissen Media Verlag 2004)
- Spektrum – Aufbruch ins Unbekannte (Co-Autor; Wissen Media Verlag 2003)
- Die Chronik – Geschichte des 20. Jahrhunderts bis heute (Co-Autor; Chronik-Verlag 2003)
- Deutschland im Spiegel der Briefmarke (Co-Autor; Deutsche Post AG 2002)
- 12 Monate, die uns bewegten (Co-Autor; Chronik-Verlag 2002)
- Brockhaus Horizonte / Sport bewegt (Co-Autor; Brockhaus-Verlag 2012)